# Церква Святого Димитрія Солунського (Миролюбівка)
Церква Святого Димитрія Солунського в Миролюбівці — парафія і храм греко-католицької громади Микулинецького деканату Тернопільсько-Зборівської архієпархії Української греко-католицької церкви в селі Миролюбівка Тернопільського району Тернопільської области.

## Історія церкви
Будівництво храму тривало з 1901 по 1922 рік. Його фундаторами були Федір Андрущишин, Петро Федик та Андрій Віблий. 6 листопада 1922 року, на свято Святого Миколая, храм освятив о. Григорій Статкевич.
До 1946 року парафія і храм належали до УГКЦ. Згодом, до 1961 року, вони перебували в юрисдикції РПЦ. Після цього храм був закритий державною владою.
У 1990 році парафія знову повернулася до УГКЦ. У 1997 році храм розписав Ігор Джупінас, а на храмовий празник святого Димитрія його освятив владика Михаїл Сабрига.
У 1937 році парафію відвідав владика Никита Будка.
У 2007 році відбулася візитація владики Василія Семенюка. У 2011 році, в неділю Мироносиць, владика разом зі священниками відслужив Літургію та освятив новий престол.
Іконостас та престол виготовив Зеновій Бутковський. Іконостас розписав Валерій Лебідь, а образи та кивот — Степан Віблий.
При парафії діють: братство Матері Божої Неустанної Помочі, спільнота «Матері в молитві», Марійська дружина та Вівтарна дружина.
Щороку в неділю перед святом Петра і Павла священник освячує поля і сільськогосподарську техніку, молячись за добрий урожай.
На подвір'ї церкви встановлено місійний хрест та фігуру парафіяльного значення. У власності парафії є церква і дзвіниця.

## Парохи
- о. Корнелій Бачинський,
- о. Олексій Попівчак,
- о. Михайло Куць,
- о. Богдан Цирулик,
- о. Михайло Дацьків,
- о. Володимир Білінський (з січня 2001).